# Modulo iniettivo
In matematica, un modulo iniettivo è un modulo con la proprietà di essere un addendo diretto di ogni modulo che lo contiene: ovvero Q è iniettivo se, per ogni modulo M che lo contiene, esiste un sottomodulo N di M tale che M è la somma diretta di N e Q.
Questo concetto è il duale di quello di modulo proiettivo; è stato introdotto da Reinold Baer nel 1940. Un esempio di modulo iniettivo è lo {\displaystyle \mathbb {Z} }-modulo {\displaystyle \mathbb {Q} } dei numeri razionali.

## Definizioni equivalenti
Sia A un anello e Q un A-modulo sinistro (definizioni totalmente analoghe possono essere date per moduli destri). La definizione precedente (Q è iniettivo se è addendo di ogni modulo che lo contiene) può essere espressa in termini di successioni esatte: Q è iniettivo se e solo se ogni successione esatta corta
{\displaystyle 0\longrightarrow Q\longrightarrow M\longrightarrow N\longrightarrow 0}
si spezza, ovvero se {\displaystyle M=Q\oplus g^{-1}(N)} (dove g è la mappa da M a N).
È possibile caratterizzare i moduli iniettivi anche attraverso una proprietà di sollevamento: Q è un modulo iniettivo se e solo se per ogni omomorfismo iniettivo di A-moduli sinistri f : X → Y e per ogni omomorfismo g : X → Q esiste un omomorfismo di moduli h : Y → Q tale che hf = g, cioè tale da far commutare il seguente diagramma:
Il criterio di Baer afferma inoltre che è sufficiente che questa proprietà valga per Y = A e per ogni ideale X.
Altre definizioni equivalenti sfruttano maggiormente la teoria delle categorie: Q è iniettivo se e solo se il Funtore {\displaystyle Hom_{A}(-,Q)} è esatto; usando il funtore Ext, Q è iniettivo se {\displaystyle Ext_{A}^{1}(M,Q)=0} per ogni A-modulo M.

## Esempi
Un gruppo abeliano G (cioè uno {\displaystyle \mathbb {Z} }-modulo) è iniettivo se e solo se è divisibile, cioè se per ogni {\displaystyle g\in G} e per ogni {\displaystyle n\in \mathbb {Z} } esiste un {\displaystyle h\in G} tale che nh = g; lo stesso vale per ogni dominio ad ideali principali.
Se A è un dominio d'integrità, il suo campo dei quozienti K è un A-modulo iniettivo; se inoltre A è un dominio di Dedekind, anche K/A è un modulo iniettivo.
Se K è un campo, tutti i K-moduli (ovvero tutti i K-spazi vettoriali) sono iniettivi. Se tutti gli A-moduli sono iniettivi, A è detto semisemplice; questo avviene se e solo se tutti gli A-moduli sono proiettivi, e se e solo se la dimensione globale di A è 0.

## Proprietà
Il prodotto diretto {\displaystyle Q=\prod Q_{i}} è un modulo iniettivo se e solo se lo è ogni Qi; tuttavia, né i sottomoduli né i moduli quoziente di un modulo iniettivo sono necessariamente iniettivi.
Ogni A-modulo M può essere immerso in un A-modulo iniettivo; esiste inoltre un modulo iniettivo Q (detto inviluppo iniettivo di M) che è "il più piccolo modulo iniettivo" che contiene M, nel senso che ogni sottomodulo di Q interseca M in modo non banale. L'inviluppo iniettivo di M è unico a meno di isomorfismi.

## Risoluzioni iniettive
Una risoluzione iniettiva di un modulo M è una successione esatta
{\displaystyle 0\longrightarrow M\longrightarrow Q_{0}\longrightarrow Q_{1}\longrightarrow \cdots \longrightarrow Q_{n}\longrightarrow \cdots }
dove i Qi sono moduli iniettivi; poiché ogni modulo è contenuto in un modulo iniettivo, ogni M ha una risoluzione iniettiva. Se Qk è il modulo nullo per k > n, la risoluzione è detta finita; il minimo n per cui questo avviene - ovvero il minimo n per cui esiste una risoluzione finita
{\displaystyle 0\longrightarrow M\longrightarrow Q_{0}\longrightarrow Q_{1}\longrightarrow \cdots \longrightarrow Q_{n}\longrightarrow 0}
è detto dimensione iniettiva di M; se M non ha una risoluzione finita, la sua dimensione è infinita. La dimensione iniettiva misura in un certo senso quanto un modulo "è lontano dall'essere iniettivo": infatti, la dimensione iniettiva di un modulo è 0 se e solo se è iniettivo (corrispondente alla risoluzione finita {\displaystyle 0\longrightarrow M\longrightarrow M\longrightarrow 0}). Un anello commutativo noetheriano A la cui dimensione iniettiva (come modulo su sé stesso) è finita è detto anello di Gorenstein.
L'estremo superiore delle dimensioni iniettive degli A-moduli è detto dimensione globale (o omologica) di A.